# Palacio de la Bolsa de Bruselas
El Palacio de la Bolsa (en francés: Palais de la Bourse; en neerlandés: Beurspaleis) es un edificio ecléctico, construido entre 1868 y 1873 en Bruselas (Bélgica) por el arquitecto Léon-Pierre Suys. Da su nombre a la Place de la Bourse en el Boulevard Anspach.

## Historia
Se erigió en Bruselas entre 1868 y 1873 según los planos del arquitecto Léon-Pierre Suys. Su construcción forma parte del programa de saneamiento y embellecimiento de la ciudad, la bóveda del Senne y la creación de los bulevares del centro. Responde también a la necesidad imprescindible en ese momento de crear un centro en el que tratar los asuntos comerciales entonces en plena expansión. Este edificio, que combina grandeza y fantasía, ocupa el lugar del antiguo mercado de la mantequilla, ubicado sobre los restos del antiguo convento de los Recoletos.
Las empresas belgas y el Banco de Bélgica han jugado un papel importante en la historia de las bolsas de valores.

## Edificio
El edificio ecléctico mezcla préstamos de los estilos neorrenacentista y del Segundo Imperio en una gran cantidad de adornos y esculturas de artistas de renombre como Auguste Rodin.